# ファイヤー・ファイティング
『ファイヤー・ファイティング』 (FIRE FIGHTING) は、1994年11月11日に日本のジャレコから発売されたスーパーファミコン用アクションゲーム。北米では『The Ignition Factor』のタイトルで発売された。
消火、救助活動を題材とした作品。消防士の主人公を操作して、制限時間内にステージ内の被災者を規定数以上救出し、ステージから脱出するのがゲームの目的となっている。ステージ開始前にはミーティングがあり、そこでキャプテンからステージの状況や目的の説明を受けた後、ステージマップの確認、消防車の配置、持っていくアイテムの選択などを行う事を特徴としている。
開発はジャレコが行い、プログラムは『ラッシング・ビート乱 複製都市』（1992年）を手掛けた大原健志および『ラッシング・ビート修羅』（1993年）を手掛けた秋山望、キャラクター・デザインは『怒りの要塞』（1993年）を手掛けた松田信および『ラッシング・ビート』シリーズを手掛けた前川恵一、音楽は『すーぱー忍者くん』（1994年）を手掛けた緒方貴宏が担当している。
バーチャルコンソール対応ソフトとして、国内では2011年にWii、2017年にWii Uにてそれぞれ配信され、2020年には『スーパーファミコン Nintendo Classics』でも配信が開始された。

## ゲーム内容

### システム
ステージ内では、持っているアイテムや、ジャンプ、キックなどのアクションを駆使しながら被災者を助けていく。なお、被災者には体力が設定されており、画面上の炎に触れるなどすると体力が減っていき、体力が無くなると死んでしまう。また、化学性炎（緑色の炎）、電気性炎（青色の炎）を除き、ステージ内の炎は、放っておくとどんどん延焼していく。ステージ内には仲間の消防士もおり、話しかけることでアイテムの取り替えや補給を行ってくれる。
炎に接触する、穴に落ちるなどしてプレイヤーの体力が無くなる、または制限時間内にステージを脱出できなかった場合ゲームオーバーとなり、CHANCE（コンティニューできる回数）が１つ減る。また、被災者を規定人数救出せずにステージを脱出した場合、CHANCEは減らないがステージクリアとはならない。
得点の概念があり、ステージを早くクリアする、被災者を救出する、イベントアイテムを拾う、ステージ内で起こる突発イベントをクリアする、などで得点が加算され、それによりプレイヤーキャラクターがレベルアップしたり（体力、または所持できるアイテムが増える）、CHANCEが増えたりする。なお、ゲームの進行状況はパスワードで記録することが可能。

### アイテム
本作に登場するアイテムを記述する。アイテムには重量の概念があり、たくさん持ちすぎると走ることが出来なくなるなどの弊害が出てくる。なお、レベルアップすることにより持てるアイテムは増える。
装備アイテム
装備アイテムは2つまで装備可能。ただし装備アイテムには「●系」と「▲系」の2つのタイプがあり、同タイプの装備アイテムは同時に装備することが出来ない。
- ●系装備アイテム
  - 通常炎用消火剤 - 通常の炎を消すことが出来る消火剤。一定時間使用を止めることにより、自動的に残量が回復する。
  - 化学炎用消火剤 - 化学性炎（緑色の炎）を消すことが出来る消火剤。通常の炎も消すことが出来る。補給を受けなければ残量は回復しない。
  - 電気炎用消火剤 - 電気性炎（青色の炎）を消すことが出来る消火剤。通常の炎も消すことが出来る。補給を受けなければ残量は回復しない。
  - 酸素ボンベ - 有毒ガスからのダメージを受けなくなる。走る、斧を振るうなど激しい運動をすると酸素の消費が激しくなる。補給を受けなければ残量は回復しない。

- ▲系装備アイテム
  - ロープ - 壁などに引っ掛けて、穴を渡ることが出来るアイテム。
  - アックス - 特定の障害物を除去することが出来るアイテム。
  - ポール - 自分の前の床を調べて、落とし穴や崩れる床を発見することが出来るアイテム。被災者を救出する際に使用することもある。
  - 消火弾 - 爆発して一瞬で広範囲の炎を消すことが出来る。5つまで持つことができ、補給を受けなければ残量は回復しない。なお、プレイヤーや被災者が爆発に巻き込まれると、ダメージを受けてしまう。
  - プラスチック爆弾 - アックスでは壊せない障害物を破壊することが出来る。5つまで持つことができ、補給を受けなければ残量は回復しない。なお、プレイヤーや被災者が爆発に巻き込まれると、ダメージを受けてしまう。

サブウェポンアイテム
- 消防車 - プレイヤーのいる一画面を消火してくれる。1ステージにつき3回まで使用することが可能（炭坑ステージは除く）。なお、ミーティング時どこに消防車を配置したかにより、効果が変わってくる。

イベントアイテム
ステージ内に数個落ちている宝石やカードといったアイテム。画面上では確認できず、落ちている箇所の上を歩くことにより、はじめて発見できる（走っていると発見できない）。また、一部アイテムは被災者から直接貰う場合がある。これを持ったままステージをクリアすると、ステージクリア後にアイテムイベントが発生、得点が加算される（ただしアイテムが壊れていた場合、得点が加算されなかったり、最悪引かれたりする）。
ごみ箱アイテム
- ごみ箱 - 不要なアイテムを捨てる際に使用する。

## ステージ構成
ゲームは全3章構成＋αとなっており、1つの章は2～3つのステージで構成されている。なお、章内のステージは好きな順番でプレイすることが可能。

### 1章
ハードーリー社 第3工場 (STEEL FACTORY)
- 対象フロア- 1F　　制限時間 - 8分　　救出ノルマ - 5人以上

工場での火災。レッドシャッターはロックされていて開けることが出来ないが、制御装置を調べることでロックを解除できる。なお、溶鉱炉に落ちると一発でゲームオーバーになってしまう。
マネキン倉庫 (MANNEQUIN MANUFACTURING COMPANY)
- 対象フロア - 13F、14F　　制限時間 - 10分　　救出ノルマ - 6人以上

マネキン倉庫での火災。化学性炎（緑色の炎）が発生している。作業にもたついていると有毒ガスが発生する。なお、開けることの出来ないドアは、キック、アックスなどで衝撃を与えると開けることができる。

### 2章
マイヤー炭坑 (COAL MINE)
- 対象フロア - 1F　　制限時間 - 10分　　救出ノルマ - 7人以上

炭坑が舞台。炎は発生していないが、有毒ガスが坑内に発生している。床が崩れる箇所が存在する他、アックス、プラスチック爆弾で破壊できる壁がある。
大恐竜テーマパーク 恐竜ランド (DINO PARK)
- 対象フロア - 1F、2F、3F　　制限時間 - 15分　　救出ノルマ - 6人以上

テーマパーク内での火災。化石を運び出す作業員を手助けするイベントが発生する。また、3Fの恐竜クルーズエリア内に入るには、2Fにあるスタンプラリーをこなして手に入るチケットが必要である。
ジョウカル工場 (ELECTRICAL APPLIANCES FACTORY)
- 対象フロア - 1F、2F　　制限時間 - 15分　　救出ノルマ - 8人以上

2度目の工場火災。電気性炎（青色の炎）が発生している。制御装置でシャッターのロックを解除しながら、ステージ内を進んでいく。ステージ終盤にはボイラー室でボイラーの温度を下げるイベントが発生する。なお、工場名である「ジョウカル」だが、これは同社の『ラッシング・ビート』（1992年）に登場する覚醒剤密売組織と同じ名前である。

### 3章
ツインタワービル (TWIN BUILDING)
- 対象フロア - 59F、60F　　制限時間 - 7分　　救出ノルマ - 9人以上

ツインタワービルでの火災。アックスなどで障害物を除去しなければ入ることの出来ない部屋が存在する。
キングビル (OFFICE BUILDING)
- 対象フロア - 44F、45F、屋上　　制限時間 - 5分　　救出ノルマ - 6人以上

オフィスビルでの火災。44Fでは電気性炎が発生している。屋上の床を崩さなければ入ることの出来ない部屋が存在する。
シンプソン炭坑 (COAL MINE)
- 対象フロア - 1F　　制限時間 - 4分　　救出ノルマ - 6人以上

2度目の炭坑ステージ。前回と同様、坑内に有毒ガスが発生している。

### エキストラステージ
DMカンパニー (DM COMPANY)
- 対象フロア - 1F、B1、B2　　制限時間 - 7分　　救出ノルマ - 5人以上

特定の条件を満たすことで、3章クリア後にプレイできるエキストラステージ。同社の『ラッシング・ビート修羅』（1993年）に登場するダグラスモーター社が舞台。ステージの目的も「人体実験の危機にある人々の救出と重要文書の奪取」というものとなっている。また、1F南西の部屋では『ラッシング・ビート修羅』の登場人物である、ディックとクルムバッハが戦っている様子を確認することが出来る（部屋自体には入ることが出来ないので、2人に接触することは不可能である）。化学性炎が大量に発生している他、B2では『ラッシング・ビート修羅』に登場した怪物（セル）が出現し、プレイヤーに襲い掛かってくる。それ以外にも、床の抜ける箇所が存在する、赤いセルを倒すまで出ることの出来ない部屋が存在する、要救出者の閉じ込められている牢屋にはカードが二枚ないと入れない、などステージの難易度は高い。なお、ステージの目的である重要文書だが、これは捨てることができ、さらにその状態でステージを脱出しても（救出ノルマを達成しているならば）ステージクリアとなってしまう。

## キャラクター
主人公
プレイヤーが操る消防士。ゲーム中にその名前が出てくることはない。
ライアン (RYAN)
主人公の同僚の消防士。
アル (AL)
主人公の同僚の消防士。黒人の青年。
クリス (CHRIS)
主人公の同僚の消防士。唯一の女性隊員。
ワシオ (WASHIO)
フルネームは"わしお かずとし"。日本からやってきた自称「カミカゼ消防士」。1章終了後に仲間に加わる。
ハンク (HANK)
主人公の隊の消防士。怪我をして入院していたらしく、2章終了後に仲間に加わる。
キャプテン (CAPTAIN)
主人公の隊の隊長。ミーティングではステージの説明をし、ステージ内では様々な指示を主人公に対し与える。また、ステージから脱出する際は、出口にいるキャプテンに話しかける必要がある。

## 移植版
| No. | タイトル                                       | 発売日                      | 対応機種                   | 開発元   | 発売元             | メディア                              | 型式 | 備考                             | 出典              |
| --- | ---------------------------------------------- | --------------------------- | -------------------------- | -------- | ------------------ | ------------------------------------- | ---- | -------------------------------- | ----------------- |
| 1   | ファイヤー・ファイティング The Ignition Factor | 2011年3月1日 2011年4月29日  | Wii                        | ジャレコ | ジャレコ           | ダウンロード （バーチャルコンソール） | -    |                                  | [ 6 ] [ 7 ] [ 8 ] |
| 2   | The Ignition Factor ファイヤー・ファイティング | 2015年9月24日 2017年3月29日 | Wii U                      | ジャレコ | シティコネクション | ダウンロード （バーチャルコンソール） | -    |                                  | [ 9 ]             |
| 3   | 16ビットコレクション ジャレコ Vol.1            | 2017年9月30日               | レトロデュオ （SFC互換機） | ジャレコ | JNNEX              | ロムカセット                          | -    | 他SFC用4タイトルとのカップリング |                   |
| 4   | スーパーファミコン Nintendo Classics           | 2020年12月18日              | Nintendo Switch            | 任天堂   | 任天堂             | ダウンロード                          | -    |                                  | [ 10 ] [ 11 ]     |

## スタッフ
- ディレクター：O-CHAN
- プログラム：KURONEKO (DREAM DREAM)（大原健志）、V50 AKIYAMA（秋山望）、NAKASAWA
- キャラクター・グラフィック：松田信“LAN”、LAKUKU 1994（前川恵一）、さとうひろき
- 背景グラフィック：ICHIGO、DORGAN MURAYAMA（むらやまともゆき）、ブラッド・ガノー
- 音楽：緒方貴宏、SAIKA CHAN♥

## 評価
ゲーム誌『ファミコン通信』の「クロスレビュー」では、7・4・6・5の合計22点（満40点）、『ファミリーコンピュータMagazine』の読者投票による「ゲーム通信簿」での評価は以下の通り、18.2点（満30点）となっている。
| 項目 | キャラクタ | 音楽 | お買得度 | 操作性 | 熱中度 | オリジナリティ | 総合 |
| 得点 | 3.3        | 3.0  | 3.1      | 2.9    | 3.1    | 3.0            | 18.2 |